# Mustapha Bennacer
Mustapha Bennacer, född 27 juli 1977, är en algerisk friidrottare. Han deltog vid olympiska sommarspelen 2004.